# The Crew 2
The Crew 2 — гоночная игра, разработанная компанией Ivory Tower и изданная Ubisoft для Microsoft Windows, PlayStation 4 и Xbox One. Это продолжение The Crew 2014 года. В игре постоянный открытый мир с одиночным режимом для свободного путешествия по масштабируемой карте США. Игра позволяет игрокам управлять различными транспортными средствами, включая самолёты, автомобили и лодки.

## Геймплей
Подобно своему предшественнику, The Crew 2 является гоночной игрой. Играть предстоит за не очень известного гонщика, который пытается добиться успеха в нескольких дисциплинах. Он в любой момент может участвовать в гонках в свободном мире в упрощённой цифровой модели Соединённых Штатов. В дополнение к автомобилям, игроки могут также управлять другими видами транспортных средств, включая самолёты, мотоциклы и лодки. Каждый автомобиль имеет свою физику управления, это означает, что геймплей будет отличаться. Игроки могут в любой момент переключиться между воздушными, наземными и морскими транспортными средствами. В игре представлено четыре различных мира-региона, каждый из которых имеет свою собственную тему и стиль. Эти темы включают внедорожные, уличные, профессиональные гонки и фристайл. Настройки автомобиля также будут показаны в игре. Подобно первой игре, она будет делать огромный упор на мультиплеер, но также будет иметь одиночный режим (одиночный режим был сделан из-за критики первой игры, которая всегда была только онлайн под защитой DRM). Она также имеет многопользовательский кооперативный режим, который позволяет игрокам принять участие в различных ралли-рейдах вместе. Также в этот режим можно играть одному с искусственным интеллектом.

## Производство
The Crew 2 была выпущена 29 июня 2018 года компанией Ivory Tower, дочерней компанией издателя Ubisoft. Вторая часть является неким огромным улучшением предыдущей из отзывов и критики игроков. Одним из главных моментов критики было то, что игрокам не хватало свободы исследовать мир и выполнять миссии. Чтобы решить эту проблему, Ubisoft перестроила систему прогрессирования игры и решила не уделять особого внимания повествованию, которое потребует от игроков выполнения миссий в очень конкретном порядке, а вместо этого разделить игру на несколько миров-регионов, каждый из которых представляет собой уникальный стиль вождения. Игроки могут остаться в этих регионах, чтобы играть в миссии, которые их интересуют. Загружаемый контент, Wild Run, положительно оцененный игроками, был предложен в студию, чтобы сосредоточиться на разработке контента относительно гонок по бездорожью.
Так как в игре присутствует множество нового транспорта, Ivory Tower нужно было улучшать графику. По словам продюсера Стефана Янковского, эти новые типы транспортных средств позволяют игрокам исследовать открытый мир с новыми возможностями. Например, полёт самолёта означает, что игроки могут видеть объекты, которые находятся очень далеко. В результате движок игры пришлось модифицировать, чтобы значительно улучшить дальность прорисовки. Он был также обновлён, чтобы включить в него другие улучшения, такие как атмосферные облака и реалистичную растительность. Управление в игре было доработано, чтобы оно было доступным тем, кому его «трудно освоить».
Игра была анонсирована в мае 2017 года. Это было официально объявлено и показано на E3 2017 во время кинематографического трейлера и демонстрации геймплея. Игра будет выпущена для Microsoft Windows, PlayStation 4 и Xbox One 29 июня 2018-го. Бета-версия будет до официального запуска игры. 26 июня игра стала доступна тем, кто сделал предзаказ «золотого» издания игры.

## Отзывы
| Сводный рейтинг | Сводный рейтинг | Сводный рейтинг |
| Издание         | Оценка          | Оценка          |
| Издание         | PS4             | Xbox One        |
| --------------- | --------------- | --------------- |
| GameRankings    | 63,86 %         | 67,35 %         |